# 水観寺
水観寺（すいかんじ）は、滋賀県大津市園城寺町にある天台寺門宗の寺院。総本山園城寺の別所。山号は長等山。本尊は薬師瑠璃光如来。

## 歴史
長久元年（1040年）、今はない園城寺大門（現・園城寺町交差点の西側、石垣のみ残る）の北東一帯に小野道風の孫であり、本朝唯一の八宗総博士明尊大僧正によって創建される。創建時は本堂、法華堂、三重塔などがあり東西に総門を備える大伽藍であった。後に園城寺中院の別所寺院となる。
当初は十一面観音を本尊としていたが、文禄4年（1595年）、園城寺が豊臣秀吉の怒りに触れて寺領を没収されて廃寺となった際に流失してしまった。
秀吉の死の直前に園城寺は再興される。それに伴って慶長6年（1601年）、園城寺長吏准三宮道澄大僧正によって復興された。その際、薬師堂に安置されていた薬師瑠璃光如来像を新たな本尊として迎えている。
現在の本堂は明暦元年（1655年）の再建であるが、1984年（昭和59年）に県指定有形文化財になると解体修理し、1988年（昭和63年）に現在地に移転する。所属は中院のままである。薬師三尊像の他に十二神将も安置する。

## 境内
- 本堂（滋賀県指定有形文化財） - 明暦元年（1655年）再建[2]。1988年（昭和63年）に現在地に移転。
- 弁天堂 - 本堂に接続している。1988年（昭和63年）に現在地に移転。
- 庫裏

## 文化財

### 滋賀県指定有形文化財
- 本堂
- 鰐口 - 琵琶湖文化館寄託。

## 前後の札所
西国薬師四十九霊場
47 善水寺　-　48 園城寺別所水観寺　-　49 延暦寺

## 交通アクセス
- 京阪電鉄石山坂本線三井寺駅より徒歩12分
- 同線大津市役所前駅より徒歩14分